# La bella Gigogin
La bella Gigogin è un canto patriottico italiano del XIX secolo, divenuto celebre nel periodo della seconda guerra d'indipendenza italiana.

## Origine e storia
Fu composta nel 1858, su parole di autore ignoto, dal milanese Paolo Giorza, che si ispirò ad alcuni canti popolari lombardo-piemontesi.
Dal momento che il testo della composizione può essere letto come un invito a Vittorio Emanuele II di Savoia a "fare un passo avanti", ad entrare cioè in guerra contro l'Austria, La bella Gigogin diventò da subito una canzone patriottica.
A giudizio del bibliografo ed erudito Giuseppe Fumagalli, il testo della canzone sarebbe costituito da un mosaico di strofe di vecchi canti e canzoni popolari di varie parti d'Italia.

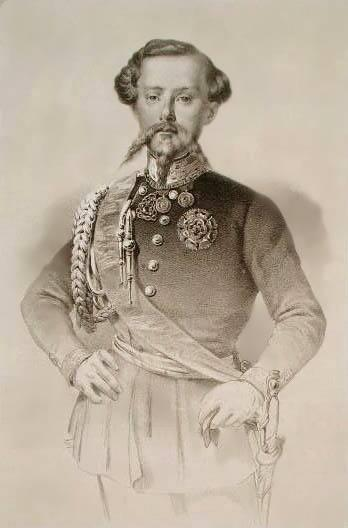
Vittorio Emanuele II in un ritratto di F. Perrini del 1851

Secondo la suggerita chiave di lettura, la "malada" che non vuole "mangiar polenta" rappresenta la regione lombarda, all'epoca parte dell'Impero austriaco. Il ritornello allude al fatto che le truppe piemontesi (l'appellativo del protagonista della canzone, "Gigogin", è un termine piemontese utilizzato come diminutivo del nome Teresa) devono muovere guerra a quelle austriache ("daghela avanti un passo") per curare la "malada" Lombardia. Il riferimento alla polenta ("per non mangiar polenta... bisogna aver pazienza") è un richiamo al colore della bandiera asburgica, gialla come la polenta. Probabilmente, proprio in ragione di tale possibile lettura la canzone contiene numerosi termini dialettali che rendevano agli austriaci più difficoltoso il comprenderne il vero significato.
La canzone fu eseguita per la prima volta in pubblico il 31 dicembre del 1858 nel Teatro Carcano di Milano, durante un concerto offerto dalla Banda civica diretta dal maestro Gustavo Rossari. L'entusiasmo con il quale venne accolta e la pressante richiesta di bis - premonitori dell'euforia che accompagnò, nel giugno successivo, l'ingresso delle truppe franco-sarde nella città di Milano, liberata dopo la vittoria nella battaglia di Magenta - furono tali che la banda dovette eseguirla per ben otto volte.
La bella Gigogin ebbe immediatamente un successo così strepitoso che anche le bande militari austriache avevano imparato a suonarla e quando, proprio a Magenta, il 4 giugno 1859, a pochi mesi dalla prima esecuzione, si trovarono di fronte le truppe francesi, intonarono per l'appunto le note della canzone composta da Giorza, in segno di attacco. Peculiare è il fatto che i francesi risposero, non senza ironia, col ritornello Daghela avanti un passo e che quindi i due eserciti si affrontarono al suono della stessa canzone.

## Testo
" Rataplan! Tambur io sento;

Che mi chiama la bandiera;

Oh che gioia! Oh che contento:

Io vado a guerreggiar.

Rataplan! Non ho paura

Delle bombe dei cannoni;

Io vado alla ventura:

Sarà poi quel che sarà."

E la bella Gigogin. Col tremille-lerillellera

La va a spass col sò spingin

Col tremille-lerillerà

"Di quindici anni facevo all'amore:

Daghela avanti un passo, delizia del mio cuore.

A sedici anni ho preso marito:

Daghela avanti un passo, delizia del mio cuor.

A diecisette mi son spartita:

Daghela avanti un passo, delizia del mio cuor."

La vén, la vén, la vén a la finestra,

L'è tutta, l'è tutta, l'è tutta inzipriada;

La dìs, la dìs, la dìs che l'è malada:

" Per non, per non, per non mangiar polenta

Bisogna, bisogna, bisogna aver pazienza."

Lassàla, lassàla, lassàla maridà.

Le baciai, le baciai il bel visetto, cium, cium cium,

La mi disse, la mi disse: " Oh che diletto!", cium, cium, cium,

Là più in basso, là più in basso in quel boschetto, cium, cium, cium

Noi anderemo, noi anderemo a riposà.

Taratatatà!

## Partitura
|  |  |  |  |

## Cultura di massa

### Musica
La melodia del brano è la sigla ufficiale del Gazzettino Padano, giornale radio della Lombardia trasmesso dal 1950 dalle stazioni di Radio Rai.
Il tema che si ascolta alle parole "La dìs, la dìs, la dìs che l'è malada" è stato usato da Ferruccio Busoni nel V movimento All'Italiana: Tarantella: Vivace; In un tempo del suo Concerto per pianoforte, coro e orchestra op. 39.
Il termine onomatopeico "rataplan" è contenuto anche nel primo verso della canzone intonata da Preziosilla per incitare alla battaglia nella scena XIV dell'opera di Giuseppe Verdi, La forza del destino, composta nel 1862.
Nella canzone del 1954 Aveva un bavero di Mario Panzeri e Virgilio Ripa, portata al successo dal Quartetto Cetra, la protagonista femminile è chiamata "la bella Gigogin".
Il gruppo rap Articolo 31 intitola una sua canzone Gigugin, dell'album Così com'è, ispirandosi alla canzone che il nonno del protagonista cantava all'osteria.

### Letteratura e cinema
"La bella Gigogin" viene citata nel film Piccolo mondo antico di Mario Soldati (1941) dopo circa 60 minuti dall'inizio; la scena è ambientata a Torino nel mezzo di una manifestazione dove si sente una banda che suona il brano e nella quale viene coinvolto il protagonista appena giunto in città.
In un passo del romanzo Il Gattopardo di Giuseppe Tomasi di Lampedusa, nonché nell'omonima trasposizione cinematografica di Luchino Visconti, alcuni giovani cantano strofe de La bella Gigogin "trasformate in nenie arabe, sorte cui deve assuefarsi qualsiasi melodietta vivace che voglia essere cantata in Sicilia".
Il brano è stato cantato da Vittorio De Sica nel film Noi siamo le colonne, diretto da Luigi Filippo D'Amico nel 1956.
Nel film Il brigante di Tacca del Lupo, di Pietro Germi e con Amedeo Nazzari come interprete, ritornello e canzone vengono suonati e cantati dalla compagnia di bersaglieri in marcia nella campagna contro i briganti, ed è la canzone che inizia e chiude il film.
Nel finale del film Benvenuti al Nord i due protagonisti Alberto e Mattia, interpretati rispettivamente da Claudio Bisio e Alessandro Siani, cantano alcuni stralci de La bella Gigogin insieme a un coro di alpini.